# Rózsa rend (Brazília)
A brazíliai Rózsa rend (Imperial Ordem da Rosa) császári rendjel, amelyet 1829. október 17-én I. Pedro brazil császár alapított. 
Hat osztálya van. Jelvénye  egy aranyszegélyű fehér csillag, mely hatsugarú s a csúcsait aranygolyók díszítik, fölötte pedig aranykorona található, mely zöld anyaggal van kibélelve. Középpajzsa aranyból készült kerek alakú, valamint látható rajta egy  monogram is feketével írva: P.A.L.
Karikája kék színű, szegélyét aranyból készítették, ezenkívül pedig van rajta egy aranyfelirat is. Zöld levelekkel díszített vörös rózsákból álló rózsakoszorú öleli át a csillag sugarait. A csillagon található a rend jelvénye, fölötte pedig a  korona. A szalag rózsaszínű.